# سیارک ۵۰۱۶
سیارک ۵۰۱۶ (به انگلیسی: 5016 Migirenko، نامگذاری:1976GX3) پنج هزار و شانزدهمین سیارک کشف شده‌است که در ۲ آوریل ۱۹۷۶ کشف شد.
قدر مطلق سیارک برابر ۱۳٫۰۰ است.